# Miss Univers 1960
Miss Univers 1960, est la 9e édition du concours de Miss Univers a lieu le 9 juillet 1960, au Miami Beach Auditorium, à Miami Beach, Floride, États-Unis. 
Linda Bement, Miss USA, succède à Miss Japon, Akiko Kojima, élue Miss Univers 1959. Elle est la troisième américaine à remporter le titre de Miss Univers.

## Résultats
| Classement final  | Candidates |
| ----------------- | --- |
| Miss Univers 1960 | - États-Unis - Linda Jeanne Bement |
| 1re dauphine      | - Italie - Daniela Bianchi |
| 2e dauphine       | - Autriche - Elizabeth Hodacs |
| 3e dauphine       | - Afrique du Sud - Nicolette Joan Caras |
| 4e dauphine       | - Espagne - María Teresa del Río |
| Top 15            | - Allemagne - Ingrun Helgard Möckel - Angleterre - Joan Ellinor Boardman - Brésil - Jean Gina MacPherson - Colombie - María Stella Márquez Zawádzky - Corée - Sohn Miheeja - Grèce - Magda Passaloglou - Israël - Aliza Gur - Japon - Yayoi Furuno - Norvège - Ragnhild Aass - Suisse - Elaine Maurath |

## Prix spéciaux
| Prix              | Candidates                                                       |
| ----------------- | ---------------------------------------------------------------- |
| Miss Congénialité | - Birmanie - Myint Myint May - Louisiane - Judy Rebecca Fletcher |
| Miss Photogénique | - Italie - Daniela Bianchi                                       |

## Candidates
| - Afrique du Sud – Nicolette Joan Caras - Allemagne – Ingrun Helgard Möckel - Angleterre – Joan Ellinor Boardman - Argentine – Rose Marie Lincke - Autriche – Elizabeth Hodacs - Belgique – Huberte Bax - Bolivie – Nancy Aguirre - Brésil – Jean Gina MacPherson - Birmanie – Myint Myint May - Canada - Edna Dianne McVicar - Chili – Marinka Polhammer Espinoza - Colombie – María Stella Márquez Zawádzky - Corée – Sohn Miheeja - Costa Rica - Leila Rodriguez - Cuba – Flora Lauten Hoyos - Danemark – Lizzie Ellinor Hess - Équateur – Isabel Rolando Ceballos - Espagne – María Teresa del Río - États-Unis – Linda Jeanne Bement - Finlande – Marja Leena Manninen - France – Florence Anne Marie Normand Eyrie - Grèce – Magda Passaloglou | - Hollande – Carina Verbeek - Hong Kong - Vivian Cheung - Islande – Svanhildur Jakobsdóttir - Israël – Aliza Gur - Italie – Daniela Bianchi - Japon - Yayoi Furuno - Jordanie - Helen Giatanapoulus - Liban – Gladys Tabet - Luxembourg – Marie Venturi - Maroc – Marilyn Escobar - Nouvelle-Zélande – Lorraine Nawa Jones - Norvège – Ragnhild Aass - Paraguay – Mercedes Teresa Ruggia - Pérou – Medadit Gallino - Portugal – Maria Teresa Motta Cardoso - Suriname – Christine Jie Sam Foek - Suède – Birgitta Öfling - Suisse – Elaine Maurath - Tunisie – Marie Louise Carrigues - Uruguay - Iris Teresa Ubal Cabrera - Venezuela – Mary Quiróz Delgado |

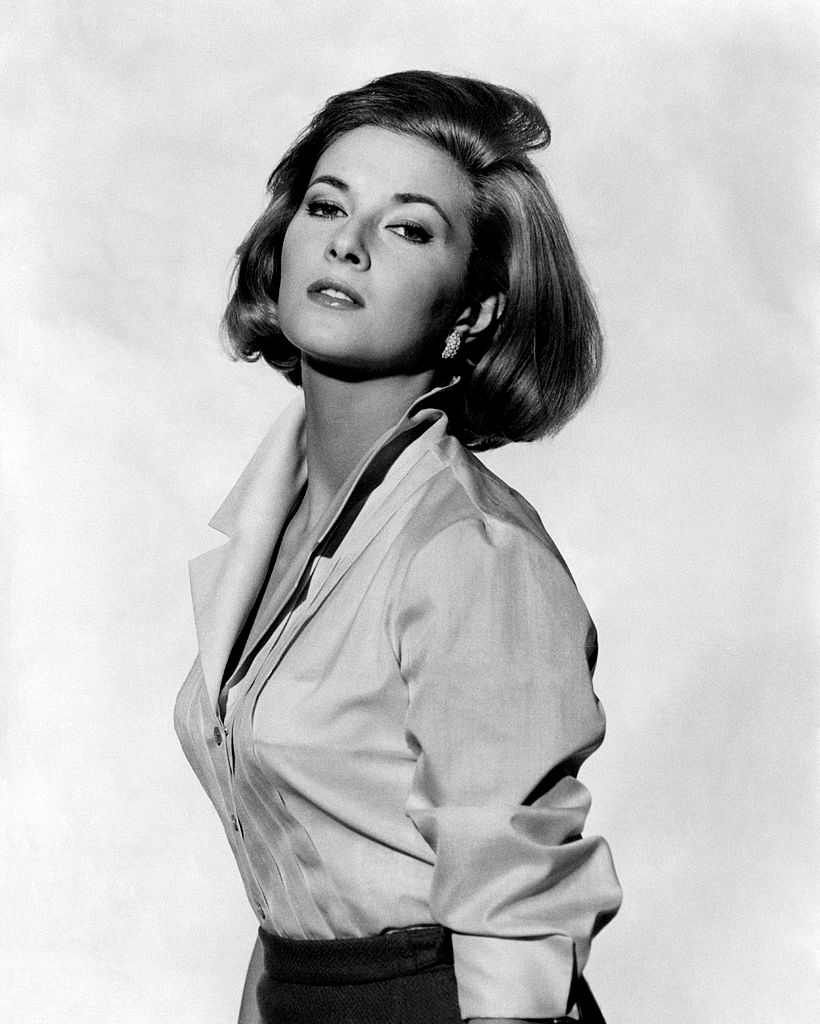
Daniela Bianchi, Miss Univers Italie 1960.
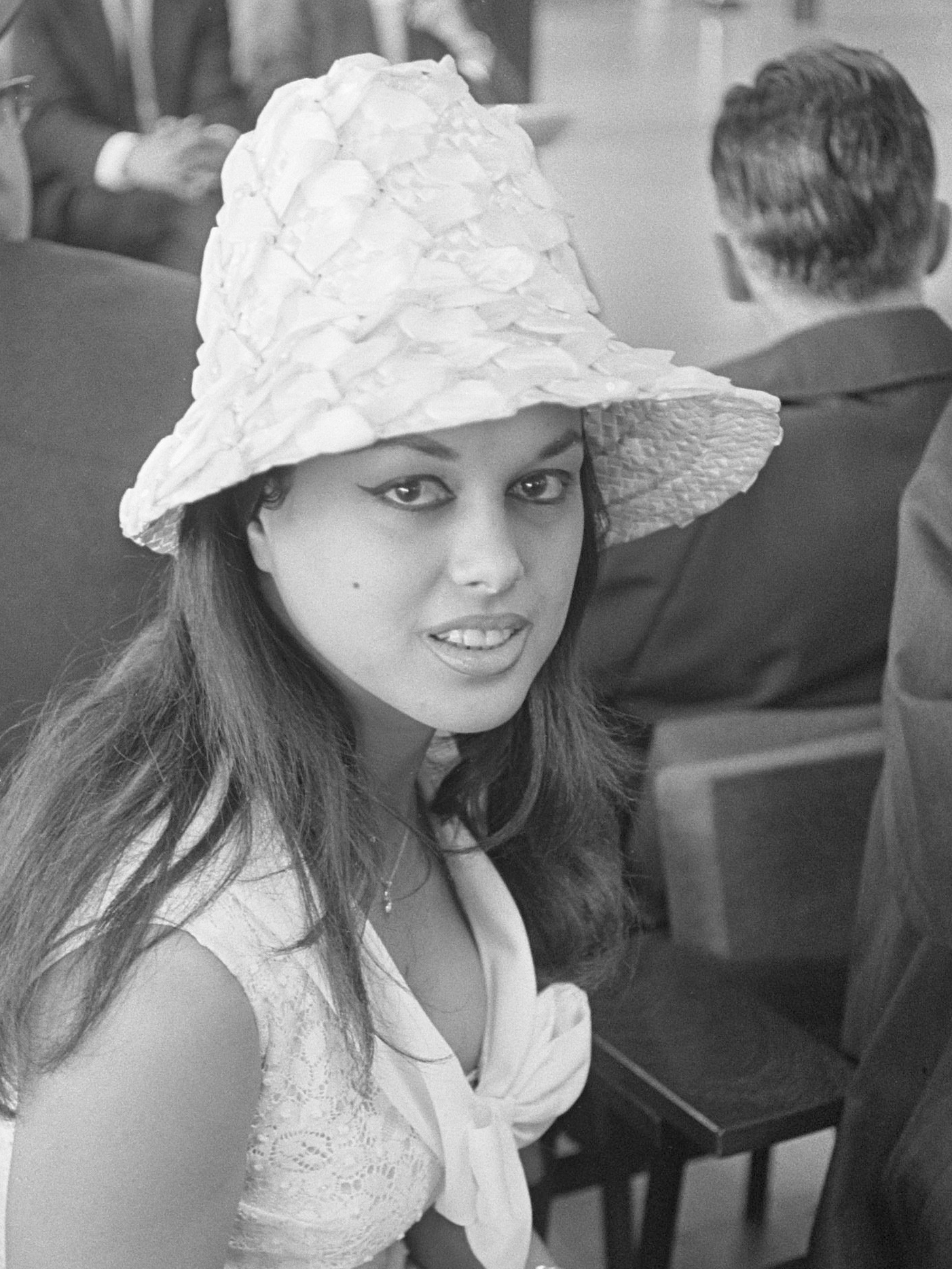
Aliza Gur, Miss Univers Israël 1960.

## Jury
| Membre | Membre            | Nationalité | Notes                                                                                                 |
| ------ | ----------------- | ----------- | --- |
|        | Claude Berr       | Française   | Président de Miss Europe.                                                                             |
|        | Maxwell Arnow     | Américaine  | Directeur de casting.                                                                                 |
|        | Miyoko Yanagida   | Japonaise   | Peintre et créatrice d'une ligne de kimonos. Épouse du président de Japan Airlines, Seijiro Yanagita. |
|        | Irwin Hasen       | Américaine  | Dessinateur de bandes dessinées.                                                                      |
|        | Russell Patterson | Américaine  | Illustrateur et décorateur de pièces de théâtre.                                                      |
|        | Vuk Vuchinich     | Américaine  | Peintre et sculpteur.                                                                                 |

## Observations

### Débuts
- Espagne
- Jordanie
- Portugal
- Tunisie

### Retours
Dernière participation en 1953
- Afrique du Sud
- Suisse

Dernière participation en 1954
- Nouvelle-Zélande

Dernière participation en 1955
- Hong Kong

Dernière participation en 1955
- Finlande
- Liban

Dernière participation en 1958
- Chili
- Maroc
- Paraguay
- Suriname
- Venezuela

### Désistements
Les pays qui ont abandonné la compétition
- Guatemala
- Hawaï
- Mexique
- Pologne
- Thaïlande
- Turquie

Les pays qui ont choisi les candidates, mais l'État se retire de la compétition
- Cameroun - Sale Assouen
- Haïti - Claudinette Fourchard
- Mexique - Lorena Velázquez
- Pologne - Marzena Malinowska
- Tahiti - Maria Flohr